# Красний Хутір (Калузька область)
Красний Хутір (рос. Красный Хутор) — присілок в Куйбишевському районі Калузької області Російської Федерації.
Населення становить 35 осіб. Входить до складу муніципального утворення Село Мокре.

## Історія
Від 2004 року входить до складу муніципального утворення Село Мокре.

## Населення
| 2002 | 2010 |
| ---- | ---- |
| 45   | ↘35  |